# Saint-Marcet
Saint-Marcet é uma comuna francesa na região administrativa de Occitânia, no departamento de Alta Garona. Estende-se por uma área de 14,06 km². Em 2010 a comuna tinha 370 habitantes (densidade: 26,3 hab./km²).